# Ligne bleue du métro de Bangkok
 (septembre 2020).
La ligne bleue du métro de Bangkok, d'une longueur de 48 kilomètres et comportant 38 stations, relie actuellement Lak Song à Tha Phra via Phra Ram 9 et a une capacité d'accueil de 40 000 personnes dans chaque direction à l'heure. Comme le SkyTrain, le métro utilise des trains fournis par Siemens qui circulent jusqu'à 80 km/h. Les passagers peuvent prendre le SkyTrain aux gares de Si Lom, Sukhumvit, Phahon Yothin et Chatuchak Park. La ligne bleue dispose d'un grand dépôt situé sur le grand siège du MRTA dans le district de Huai Khwang et accessible par un embranchement situé entre les stations Phra Ram 9 et Centre Culturel Thaïlandais[réf. souhaitée].
La ligne, originellement longue de 19 kilomètres a son ouverture en 2004, voit plusieurs prolongement ouvrir ses portes en 2019, faisant passer la ligne a 48 kilomètres. 

## Historique

### Histoire
Pour la ligne bleue, la majeure partie de l'infrastructure civile a été fournie par une nouvelle agence gouvernementale, l'Autorité de Transport en Commun de la Thaïlande (ATCT, anglais : Mass Rapid Transit Authority of Thailand), et confiée à un opérateur du secteur privé pour un contrat de concession de 25 ans. Le soumissionnaire retenu était la Compagnie Métropolitain de Bangkok (CMB, anglais : Bangkok Metro Company Limited), rebaptisée par la suite Société des Autoroutes et du Métro de Bangkok (SAMB, anglais : Bangkok Expressway and Metro Public Company Limited). CMB/SAMB fournit l'équipement de maintenance et d'ingénierie, y compris les trains électriques, les systèmes de signalisation, le SCADA, la communication, les portes palières et le fonctionnement complet du système. CMB/SAMB a sous-traité la maintenance du système pendant 10 ans à Siemens et des contrats de maintenance de sept ans à deux services de maintenance locaux.
La construction de la première ligne de métro de Bangkok, officiellement connue sous le nom de Chaloem Ratchamongkhon (thaï : สายเฉลิมรัชมงคล) - "Célébration de l'auspice royal" - ou "Ligne bleue", a commencé le 19 novembre 1996. Le projet a subi de multiples retards non seulement en raison de la crise économique de 1997, mais aussi en raison des travaux de génie civil difficiles de construction de structures souterraines massives profondément enfoncées dans le sol gorgé d'eau sur lequel la ville est construite[réf. nécessaire].
La ligne bleue a été ouverte pour une période d'essai publique limitée de plusieurs semaines à compter du 13 avril 2004. Le 3 juillet 2004, la ligne a été inaugurée officiellement à 19h19, heure locale, par SM le Roi Bhumibol et la Reine Sirikit, qui étaient accompagnés d'autres membres de la famille royale. Dans les 30 minutes qui ont suivi son ouverture, les touristes ont rempli le système à sa capacité maximale, mais après l'affluence initiale, le nombre d'usagers s'est stabilisé à environ 180 000 par jour, ce qui est nettement inférieur aux prévisions de plus de 400 000, bien que les tarifs aient été réduits de moitié, de 12-38 baht à 10-15 baht par voyage. En 2016, l'achalandage quotidien moyen était de 273 637. En septembre 2017, le SAMB a déclaré que l'achalandage quotidien moyen avait augmenté à 360 000 personnes après l'ouverture de l'extension à Tao Poon.

### Accidents majeurs
Le 17 janvier 2005, juste après 9 h 15, un train vide rentrant au dépôt est entré en collision avec un train de pointe rempli de passagers à la gare MRT du Centre Culturel Thaïlandais. 200 personnes ont été blessées, dont la plupart n'ont subi que des blessures mineures et tout le réseau du métro a été fermé pendant deux semaines.
Après une première enquête, on a constaté que le train vide avait eu des problèmes peu de temps avant l'accident et qu'il s'était immobilisé dans une courbe menant au dépôt. Le conducteur a serré le frein du train et attendait d'être remorqué jusqu'au centre de maintenance près de la gare du Centre Culturel Thaïlandais. 
Un train de sauvetage tentait de se raccorder au train immobilisé lorsqu'on a demandé au conducteur de desserrer les freins, même si l'attelage n'avait pas réussi. C'est alors que le train vide a commencé à reculer à une vitesse de dix mètres par seconde et à rouler dans l'autre train, qui transportait des voyageurs. Par conséquent, on croyait que l'incident avait été causé par une négligence due à une formation insuffisante du personnel d'exploitation. Cet accident a causé des dommages aux deux rames, les zones fortement endommagées étant limitées aux deux wagons qui sont entrés en collision.  D'après l'étendue des dommages, les enquêteurs ont estimé que la vitesse de collision était d'environ 60 km/h. Toutefois, un train, qui a été reconstruit après la réparation des wagons légèrement endommagés, était déjà en état de marche à la fin de 2006 et l'autre était encore en réparation lourde jusqu'au milieu de 2007 ; il a été mis en service en octobre 2007. Le coût résultant de l'accident pourrait être beaucoup plus élevé que celui indiqué par CMB (2.6 million de baht), et l'on s'attendait à ce qu'il atteigne au moins 400 millions de baht, qui étaient totalement assurés par une compagnie d'assurance locale.
Le métro a repris son plein fonctionnement le 1er février 2005, et le nombre de passagers est rapidement remonté à son niveau d'avant l'accident, en partie grâce à un système temporaire de tarifs promotionnels qui permettait aux passagers de parcourir n'importe quelle distance sur le MRT pour seulement dix baht (~0,33 USD).

## Caractéristiques

### Stations
Toutes les stations sont équipées de portes palières. 
Les stations terminales actuelles sont indiquées en gras ; les stations futures sont indiquées en italique. Les futures stations terminales sont indiquées en italique gras.
| Nom | Nom                         | Code | Date d'inauguration          |
| --- | --------------------------- | ---- | ---------------------------- |
|     | Tha Phra                    | BL01 | Mars 2020                    |
|     | Charan Sanit Wong 13        | BL02 | Mars 2020                    |
|     | Yaek Fa Chai                | BL03 | Mars 2020                    |
|     | Bang Khun Non               | BL04 | Mars 2020                    |
|     | Bang Yi Khan                | BL05 | Mars 2020                    |
|     | Sirindhorn                  | BL06 | 2019[réf. nécessaire]        |
|     | Bang Phlat                  | BL07 | 2019[réf. nécessaire]        |
|     | Bang O                      | BL08 | 2019[réf. nécessaire]        |
|     | Bang Pho                    | BL09 | 2019[réf. nécessaire]        |
|     | Tao Poon                    | BL10 | 11 août 2017                 |
|     | Bang Sue                    | BL11 | 3 juillet 2004               |
|     | Kamphaeng Phet              | BL12 | 3 juillet 2004               |
|     | Parc de Chatuchak           | BL13 | 3 juillet 2004               |
|     | Phahon Yothin               | BL14 | 3 juillet 2004               |
|     | Lat Phrao                   | BL15 | 3 juillet 2004               |
|     | Ratchadaphisek              | BL16 | 3 juillet 2004               |
|     | Sutthisan                   | BL17 | 3 juillet 2004               |
|     | Huai Khwang                 | BL18 | 3 juillet 2004               |
|     | Centre Culturel Thaïlandais | BL19 | 3 juillet 2004               |
|     | Phra Ram 9                  | BL20 | 3 juillet 2004               |
|     | Phetchaburi                 | BL21 | 3 juillet 2004               |
|     | Sukhumvit                   | BL22 | 3 juillet 2004               |
|     | CNCRS                       | BL23 | 3 juillet 2004               |
|     | Khlong Toei                 | BL24 | 3 juillet 2004               |
|     | Lumphini                    | BL25 | 3 juillet 2004               |
|     | Si Lom                      | BL26 | 3 juillet 2004               |
|     | Sam Yan                     | BL27 | 3 juillet 2004               |
|     | Hua Lamphong                | BL28 | 3 juillet 2004               |
|     | Wat Mangkon Kamalawat       | BL29 | 29 juillet 2019              |
|     | Sam Yot                     | BL30 | 29 juillet 2019              |
|     | Sanam Chai                  | BL31 | 29 juillet 2019              |
|     | Itsaraphap                  | BL32 | 29 juillet 2019              |
|     | Tha Phra                    | BL01 | 29 juillet 2019 et mars 2020 |
|     | Bang Phai                   | BL33 | 29 juillet 2019              |
|     | Bang Wa                     | BL34 | 24 août 2019                 |
|     | Phet Kasem 48               | BL35 | 21 septembre 2019            |
|     | Phasi Charoen               | BL36 | 21 septembre 2019            |
|     | Bang Khae                   | BL37 | 21 septembre 2019            |
|     | Lak Song                    | BL38 | 21 septembre 2019            |

## Projets
Depuis 2011, les résidents ont demandé que la ligne soit prolongée de Lak Song vers l'ouest jusqu'à la région de Phutthamonthon. Le MRTA a indiqué sa volonté d'entreprendre cette prolongation. En juillet 2014, le MRTA a soumis une demande de 84 millions de bahts pour compléter un levé de 7,8 km entre Lak Song et Phutthamonthon Sai 4,. Toutefois, l'appel d'offres a été reporté à la fin de 2019.
Il est possible que la ligne bleue soit prolongée plus au sud de Tha Phra le long de la rocade intérieure (Ratchadapisek Road) pour permettre d'autres échanges avec la ligne rouge foncé de la SRT, la ligne violette du MRT et la future ligne grise BMA. Cela ne fait pas partie des plans actuels du Bureau du Procureur et ne peut être envisagé qu'à long terme[réf. nécessaire].